# Réten
Réten, település Romániában, Erdélyben, Szeben megyében.

## Fekvése
Segesvártól délkeletre, Hégen és Báránykút közt fekvő település.

## Története

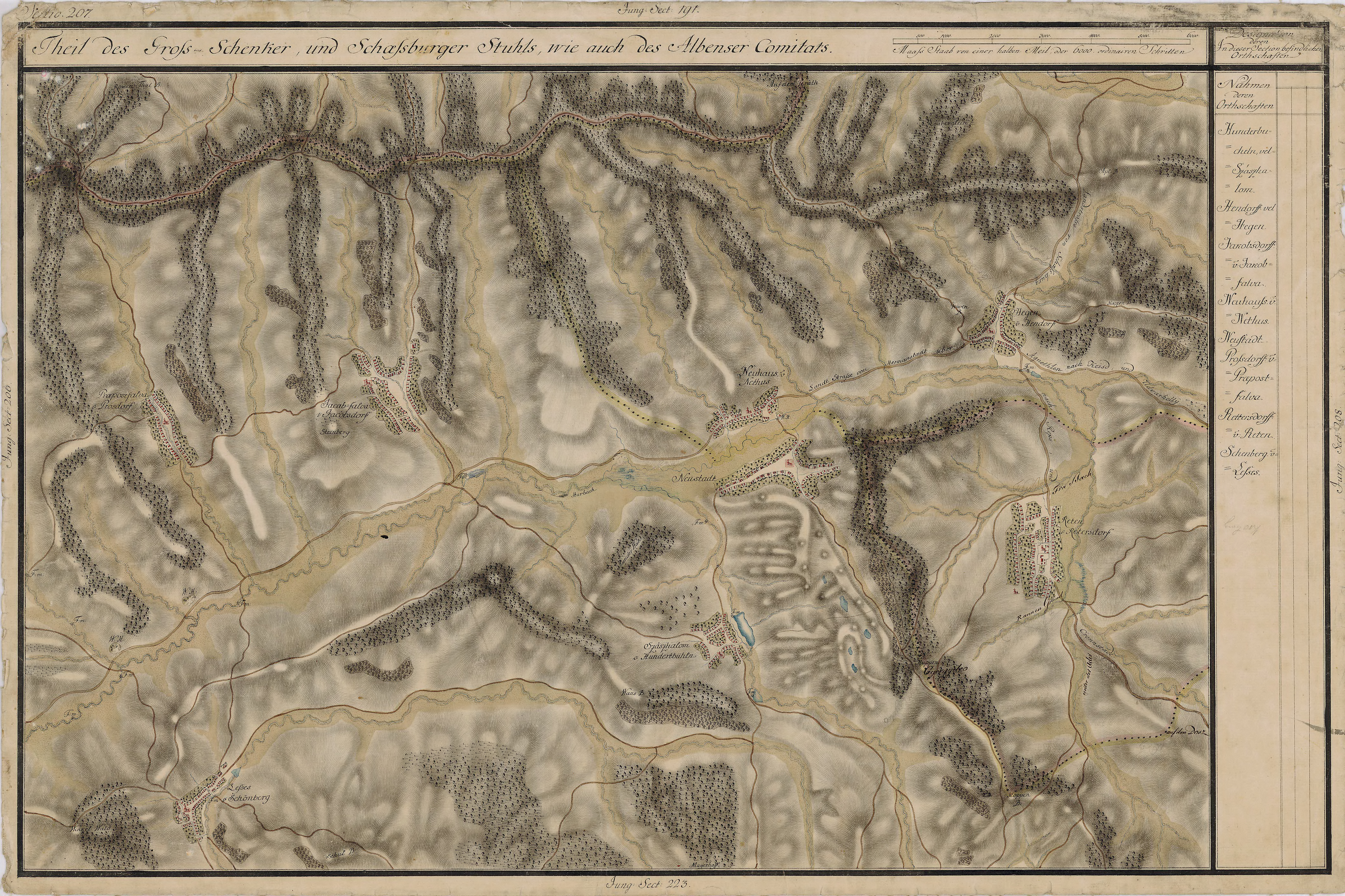
Réten egy régi térképen

Réten nevét 1206-ban Villa Militum (Er I.  33) néven említette először oklevél.
Későbbi névváltozatai:  1648-ban Réthen, 1733-ban Réten, 1750:-ben Retisdorff,  1760–1762között Rettisdorf, 1808-ban Réten
h., Retersdorf g., Ritu vel Retisdorf val., 1861-ben Restesdorf,  Redisdorf, 1888-ban Reteschdorf, Retisdorf, 1913-ban Réten.
1353-ban p. Reter-t a  johannita  lovagrend  mint  régi  birtokát  követelte vissza Segesvárszéktől.
1389-ben  comes  Ladislaus  de  v. Retherii nemesi birtokaként szerepelt, és így kikerült Segesvárszékből, és ez időtől Fehér vármegyéhez tartozott.
1490-ben Retheni Miklóst és Mihályt említik, mint akik részbirtokosok itt.
1555-ben Sárpataki Tamás deák és Listi János királyi kancelláriai titkár 
Retheny Ádám, Mohay Bálint özvegye: Zsófia és Mohay Lajosné: Dorottya javára lemondott arról a királyi jogról, amelyet az uralkodó a felsoroltak Rethen-i birtokrészében nekik adományozott.
1808-ban Felső-Fehér vármegye Réteni járásának székhelye volt.
A trianoni békeszerződés előtt Nagy-Küküllő vármegye Nagysinki járásához tartozott.
1910-ben 933 lakosából 12 magyar, 180 német, 740 román volt. Ebből 176 evangélikus, 740 görögkeleti ortodox, 9 unitárius volt.